# Coronel Jairo
Jairo de Souza Santos (Rio de Janeiro, 20 de outubro de 1949) é um policial militar e político brasileiro filiado ao Solidariedade. É pai do ex-vereador Dr. Jairinho, atualmente preso.

## Biografia
Conhecido como Coronel Jairo, tem o seu eleitorado baseado em Bangu, na zona oeste do Rio de Janeiro. Em 2002, foi eleito deputado estadual no Rio de Janeiro pelo PSC, sendo reeleito em 2006, 2010 e 2014.
É o presidente do Céres Futebol Clube, agremiação esportiva que disputa a Série B do Campeonato Estadual do Rio de Janeiro.
É suspeito de envolvimento com milícias do Rio de Janeiro.
Ficou como suplente em sua reeleição para a Legislatura 2015-2019, mas assumiu no decorrer do mandato.
No dia 20 de fevereiro de 2017, foi um dos 41 deputados estaduais a votar a favor da privatização da CEDAE.
Em 17 de novembro de 2017, votou pela revogação da prisão dos deputados Jorge Picciani, Paulo Melo e Edson Albertassi, denunciados na Operação Cadeia Velha, acusados de integrar esquema criminoso que contava com a participação de agentes públicos dos poderes Executivo e do Legislativo, inclusive do Tribunal de Contas, e de grandes empresários da construção civil e do setor de transporte.
Nas eleições de 2018, Coronel Jairo não foi reeleito deputado estadual para a 12ª legislatura (2019–2023) da Assembleia Legislativa do Estado do Rio de Janeiro (ALERJ). No pleito, como candidato do Solidariedade, Jairo obteve 24.620 votos, ficando inicialmente com a 1ª suplência da coligação PTB/Solidariedade.
Em fevereiro de 2022, assumiu em definitivo na ALERJ o mandato de Vandro Família, cassado devido à acusação de conduta vedada a agentes públicos durante as eleições de 2018. Anteriormente, ele ocupava a vaga de Rodrigo Bacellar, que assumiu a Secretaria de Governo do Rio de Janeiro.

## Controvérsias

### Operação Furna da Onça
No dia 8 de novembro de 2018, Coronel Jairo foi preso por policiais federais que cumpriam mandado de prisão temporária expedido pelo Tribunal Regional Federal da 2ª Região (TRF-2) no âmbito da Operação Furna da Onça. De acordo com o Ministério Público Federal, o parlamentar recebia mensalmente uma quantia de R$ 50 mil para que votasse na Assembleia Legislativa do Estado do Rio de Janeiro (Alerj) de acordo com os interesses do grupo político comandado pelo ex-governador Sérgio Cabral, tendo recebido ainda um "prêmio" cujo valor não foi divulgado. A partir do dia 12 de novembro de 2018, o político passou a cumprir prisão preventiva após decisão do TRF-2 que considerou o risco de destruição de provas fundamentais para o prosseguimento das investigações. Outro alvo da operação foi Jorge Luis de Oliveira Fernandes, assessor parlamentar e operador financeiro de Jairo.
De acordo com o Ministério Público Federal (MPF), Coronel Jairo também tinha influência para nomeações em postos do Detran-RJ situados nos bairros cariocas de Bangu e de Campo Grande. As nomeações feitas pelo parlamentar eram para chefes de unidades, responsáveis pelas vistorias, e para assistentes. Os funcionários indicados para os postos também atuavam em campanhas políticas do político, garantindo-lhe votações expressivas em suas regiões de influência para nomeações. A disponibilização de cargos, tanto para Coronel Jairo quanto para outros deputados estaduais, era feita em troca de votos favoráveis na Assembleia Legislativa do Estado do Rio de Janeiro (Alerj) aos projetos de interesse do Grupo Facility/Prol, vencedor dos contratos para fornecimento de mão de obra nos postos do Detran-RJ, cujo proprietário era o empresário Arthur César Soares na época em que Sérgio Cabral era governador do Rio de Janeiro.

### Relatório sobre transações bancárias suspeitas
Em dezembro de 2018, veio à tona um relatório de 422 páginas do Conselho de Controle de Atividades Financeiras (Coaf) que havia sido anexado pelo Ministério Público Federal à investigação que origem à Operação Furna da Onça e que ganhou grande repercussão nacional por envolver um ex-assessor parlamentar de Flávio Bolsonaro, filho do presidente Jair Bolsonaro. O documento reúne informações a respeito de operações bancárias de 75 funcionários e ex-servidores da Assembleia Legislativa do Estado do Rio de Janeiro (Alerj) citadas em comunicados sobre transações financeiras suspeitas. As operações suspeitas, que envolvem pessoas que trabalham ou trabalharam em 20 gabinetes de deputados estaduais do Rio de Janeiro de diferentes matizes ideológicas, totalizam mais de R$ 207 milhões.
O relatório do Coaf apontou que funcionários do gabinete de Coronel Jairo na Alerj movimentaram um total de R$ 10,2 milhões entre janeiro de 2016 e janeiro de 2017. O Ministério Público Federal, em nota, esclareceu que nem todas as movimentações atípicas citadas no documento seriam, necessariamente, ilícitas.